# Asano Tadanobu
Tadanobu Satō (佐藤 忠信 (Tá Đằng Trung Tín) Satō Tadanobu, sinh ngày 27/11/1973), nghệ danh: Tadanobu Asano (浅野 忠信 (Thiên Dã Trung Tín) Asano Tadanobu), là nam ca sĩ, diễn viên người Nhật Bản.
Anh được biết đến qua những vai diễn như: Ayano trong The Taste of Tea, Temujin trong Mongol, Yugi Nagata trong Battleship, Kira Yoshinaka trong 47 Ronin và Hogun trong các phim của Vũ trụ Điện ảnh Marvel.

## Thời thơ ấu
Asano sinh ra trong khu vực Honmoku, Yokohama là con của nghệ sĩ Yukihisa Satō (佐藤幸久 Satō Yukihisa) và mẹ Junko (順子) có ông nội là Willard Overing, một công dân Hoa Kỳ, người mà Asano chưa từng gặp. Ông có tổ tiên Na Uy và Hà Lan thông qua ông nội. Asano có một người anh trai, Kujun Satō, sinh năm 1971, là một nhạc sĩ và một đối tác trong Anore Inc., một cơ quan tài năng Asano và cha của họ Yukihisa Satō được thành lập.